# NRP Jacinto Cândido (F476)

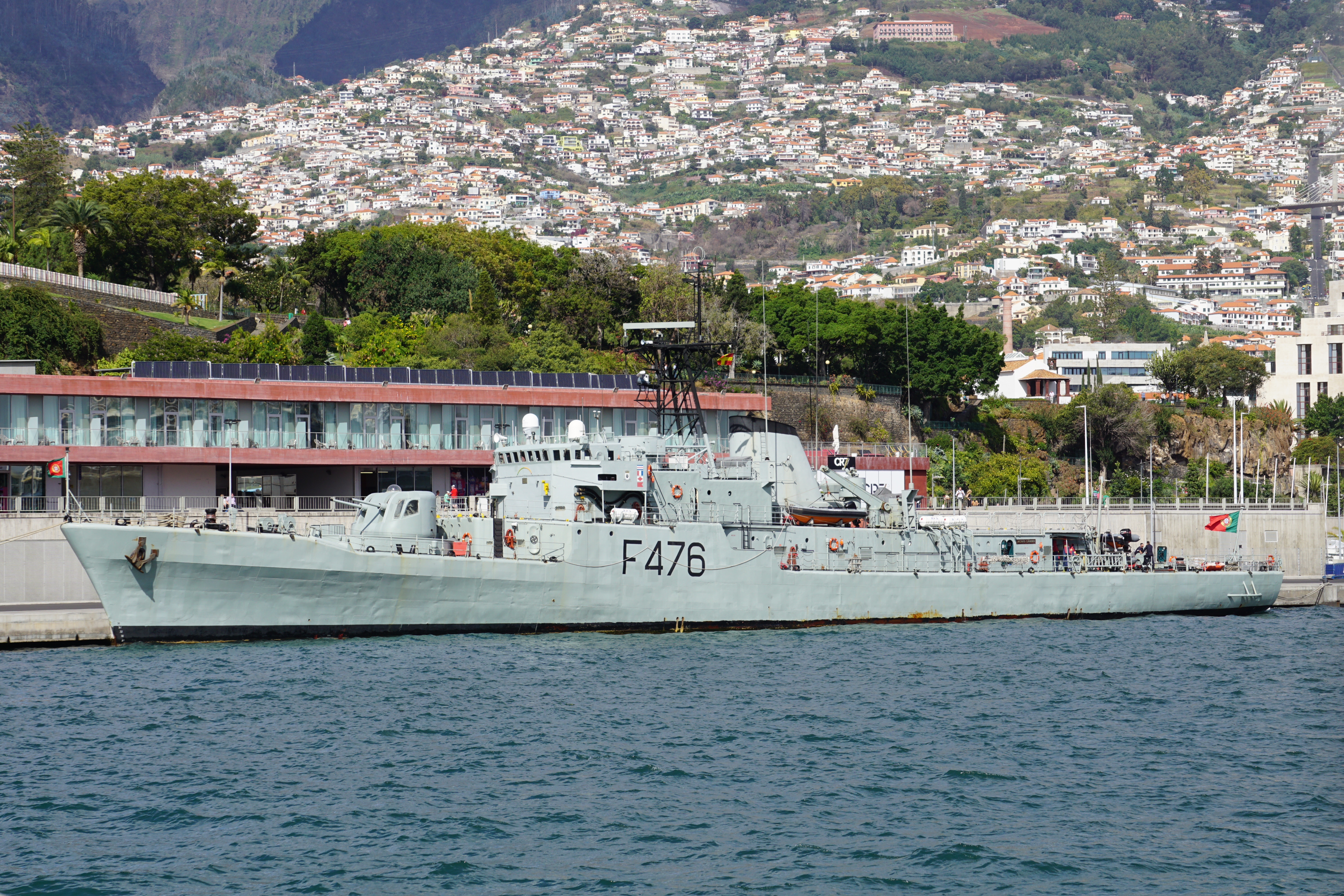
NRP Jacinto Cândido (F476), na marina do Funchal, Madeira, em Novembro de 2017.

O NRP Jacinto Cândido (número de amura F476) foi uma corveta da classe João Coutinho.
O navio foi baptizado em homenagem a Jacinto Cândido.

## Cronologia
- A 16 de Junho de 1970, o navio foi lançado à água e entrou ao serviço da Marinha Portuguesa.
- A 27 de Maio de 2015 foi anunciada a construção de dois navios da classe Viana do Castelo para a Marinha portuguesa nos West Sea por 77 milhões de euros, com data prevista para a conclusão da construção  e entrega à Marinha em 2018 e 2019.[1] A autorização da realização da despesa teve como justificação a substituição das corvetas das classe João Coutinho e classe Baptista de Andrade que à data encontravam-se ainda no activo, onde se incluía a NRP Jacinto Cândido.[2]

- A 15 de Novembro de 2018 a Marinha portuguesa retirou oficialmente de serviço a corveta NRP Jacinto Cândido.[3]